# Palazzo Sormani
Palazzo Sormani (cà Sormana in milanese) è uno storico palazzo della città di Milano, sito in corso di Porta Vittoria 6, oggi sede della Biblioteca centrale della città.

## Storia
L'edificio alla base della costruzione successiva è un fabbricato già esistente nel XVI secolo, seppur avente dimensioni di molto più ridotte, a cui testimonianza è stata lasciata una lapide voluta da uno dei successivi proprietari, ancora oggi presente nell'atrio d'ingresso. La lapide riporta le armi del Marchese Giambattista Castaldo, generale imperiale che partecipò alla battaglia di Pavia e al sacco di Roma del 1527, primo illustre proprietario del palazzo. Portato in dote dalla nipote del Castaldo, Livia, il palazzo passò in dote nella seconda metà del Cinquecento alla potente famiglia dei Medici di Marignano, cui apparteneva Papa Pio IV, al secolo Giovanni Angelo Medici, fratello della madre di Carlo Borromeo, Margherita.
La vera fortuna del palazzo iniziò nel XVII secolo quando esso venne acquistato dal cardinale milanese Cesare Monti, il quale era proprietario di una ricca e importante collezione d'arte che venne ospitata in questa sua nuova residenza. Il cardinale diede incarico all'architetto egemone nella Milano del tempo, Francesco Maria Richini. All'intervento richiniano sono dovuti il cortile centrale del Palazzo, con il porticato a cinque arcate, e lo scalone d'onore che conduceva al nuovo piano nobile. Il progetto, volto a creare un'imponente scenografia che accoglieva i visitatori del palazzo, è svolto secondo i canoni del classicismo cinquecentesco romano diffuso all'epoca.
Alla sua morte, il cardinale lasciò il palazzo a un suo nipote, Cesare Monti-Stampa, il quale volle ampliarlo ulteriormente dotando la costruzione di una nuova grande facciata prospiciente la piazza di Porta Tosa, chiamando a compiere tale progetto un architetto di fama per l'epoca: Francesco Croce, esponente di punta del nuovo gusto barocchetto. All'architetto milanese si deve l'aggiunta del nuovo corpo di fabbrica della facciata su Largo Augusto, costituita da un corpo centrale sporgente raccordato alle facciate laterali da due angoli curvi, sui quali insistono due terrazze che si raccordano alla balconata centrale. La parte centrale della facciata è scandita da paraste corinzie in pietra che si elevano fino al timpano ricurvo, un tempo contenente le insegne della famiglia. Le finestre sono ornate da timpani curvilinei, di forma alternata triangolare e curva al piano nobile, mentre al pian terreno sono aperti da oculi. La fantasiosa decorazione ne faceva uno dei prospetti più movimentati nel panorama milanese del tempo, insieme con Palazzo Litta in Corso Magenta, all'epoca Contrada di Porta Vercellina.

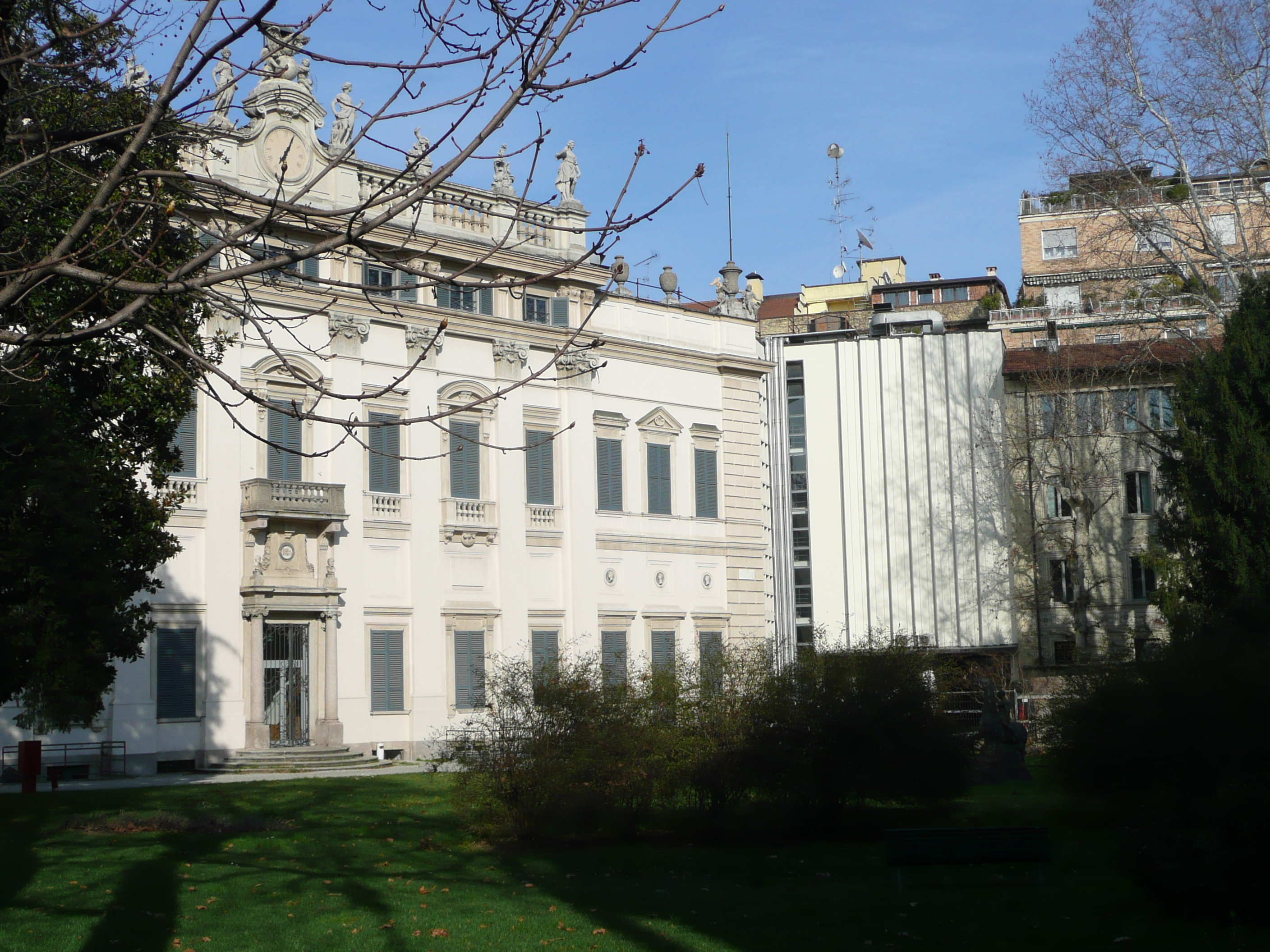
Benedetto Alfieri, facciata sul giardino (1756)

La seconda facciata del palazzo è invece quella che dà verso il parco della villa e venne realizzata a metà Settecento dall'architetto piemontese Benedetto Alfieri (zio del poeta Vittorio Alfieri): si presenta articolata da grandi lesene di ordine composito gigante, che con la loro accentuata verticalità conferiscono slancio a tutto il prospetto. È decorata con stucchi e statue di Elia Vincenzo Buzzi, e sormontata da un fastigio con un grande orologio realizzato ad opera dei fratelli Sangiusti, riconducibile sempre al XVIII secolo. Il prospetto, di sobrie linee classiche, contrasta con l'estrosità della facciata su strada del Croce.
Nel 1783 la proprietà venne venduta agli Andreani, nella persona del conte Giovanni Pietro Paolo Andreani, il quale era imparentato con la famiglia Sormani attraverso la moglie Cecilia, da cui il nome del palazzo di Sormani-Andreani. Suo erede fu Paolo Andreani, aeronauta e primo in Italia a compiere le sperimentazioni di una mongolfiera.
I nuovi proprietari curarono le decorazioni interne dei saloni del palazzo con stucchi di Agostino Gerli e Giocondo Albertolli, fra i primi a introdurre a Milano lo stile neoclassico francese, oggi visibili nelle sale del Centro Stendhaliano.
Dai Sormani il palazzo passò ai Verri nel 1831. Dal palazzo della famiglia Verri in via Montenapoleone, proviene il celebre ciclo di ventitré tele raffiguranti il Mito di Orfeo per lungo tempo attribuite al pittore genovese Giovanni Benedetto Castiglione detto il Grechetto, e recentemente assegnate a un artista di estrazione nordica, Carl Borromäus Andreas Ruthart (Danzica 1630 – L’Aquila 1703), specializzato nella pittura di animali. Il ciclo fu dipinto a Milano da Ruthart con la collaborazione di altri maestri comprimari, tra i quali il fiammingo Livio Mehus, su commissione di Alessandro Visconti, tra il 1654 e il 1659. All'interno dell'eccezionale ciclo pittorico sono raffigurate una grandissima quantità di specie animali provenienti da tutti i continenti allora conosciuti. Sono rappresentati con eccezionale realismo comuni animali da cortile accanto a specie esotiche e figurazioni mitologiche quali fauni e unicorni, secondo il caratteristico gusto barocco. La tela con Orfeo, che dà il nome a tutto il ciclo, si trova oggi nell'angolo della sala. Il suo posizionamento decentrato risale probabilmente all'adattamento della decorazione alla sala, mentre nella collocazione originaria a palazzo Lonati doveva avere maggiore importanza.
In un'altra sala, detta "Sala dei Putti" (dal nome delle decorazioni della volta che riprendono questi motivi), si trova un grande dipinto del Nuvolone, realizzato in occasione del passaggio a Milano di Maria Anna d'Austria nel 1649, durante il viaggio compiuto per sposarsi in Spagna col re Filippo IV suo zio.
Il parco venne invece progettato più tardi rispetto al palazzo ed è opera tardosettecentesca di Leopold Pollack, e ha poi subìto alcune modifiche come l'aggiunta di un gruppo scultoreo di Agenore Fabbri raffigurante la Caccia al cinghiale, realizzato in terracotta, posto qui dall'amministrazione comunale nel 1955.
Nel 1930, infine, il palazzo venne acquistato dal comune di Milano, che decise di collocarvi alcune opere del museo cittadino, dovendo però trasferirle a Palazzo Morando in seguito alle distruzioni avvenute durante la seconda guerra mondiale, che causarono la perdita della sala da ballo e di molte delle decorazioni pittoriche interne. Nell’agosto del 1943 subì un grave danneggiamento a seguito del bombardamento sull’ala destra prospiciente via Guastalla. Dal 1956 la ricostruzione parziale del palazzo verrà affidata all'architetto Arrigo Arrighetti, che erige su via della Guastalla una facciata dal rigido impianto razionalista, che esalta nel contrasto la storica parte barocca. La facciata sul giardino, coperta da schermi parasole, si presenta come un volume dalle pagine sfogliate. Nell'edificio fu quindi ospitata la nuova biblioteca civica comunale che vi si trova tuttora. Nella biblioteca sono visibili i busti in bronzo di Cesare Beccaria, Alessandro Manzoni, Giuseppe Parini e Carlo Porta, modellati dalla scultore Ernesto Ornati nel 1957-1958. 

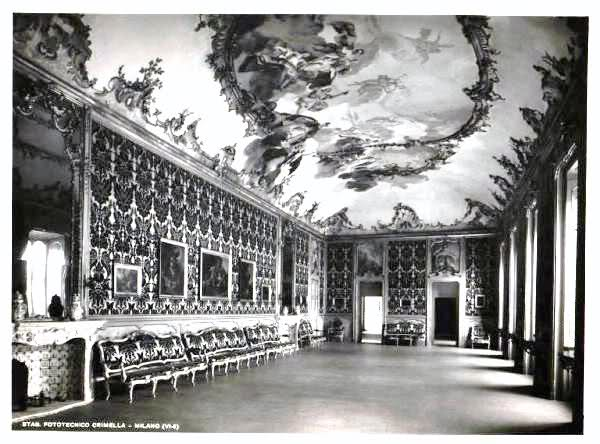
interni prima della seconda guerra mondiale
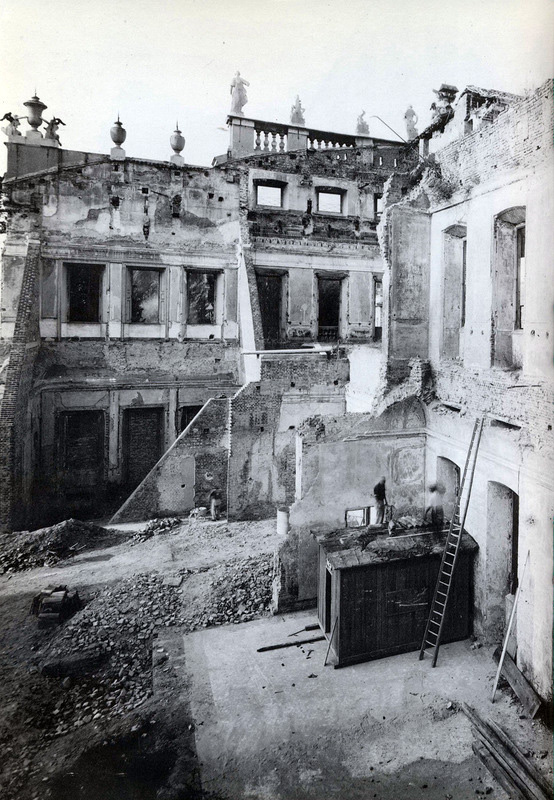
il palazzo sventrato dalle bombe
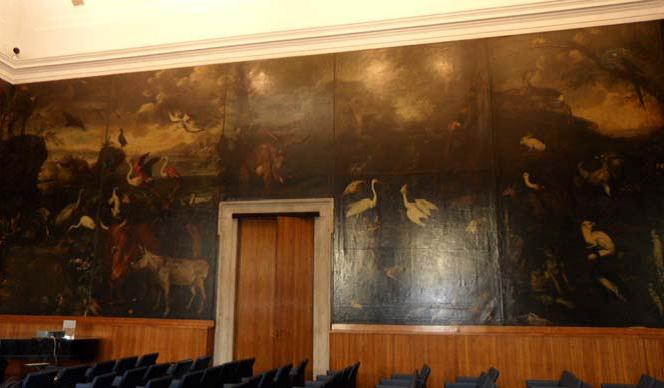
Mito di Orfeo, Sala del Grechetto